# Камімура Хіконодзьо
Барон Камімура Хіконодзьо (яп. 上村彦之丞; 1 травня 1849 — 8 серпня 1916) — японський воєначальник, адмірал Імперського флоту.

## Біографія

### Ранні роки
Народився в князівстві Сацума в старовинній самурайській родині. Під час війни Босін Сацума відігравало провідну роль у реставрації Мейдзі. Камімура, незважаючи на свій юний вік — 19 років — був активним учасником бойових дій. В 1871 році, після руйнування сьоґунату Токуґави і відновлення монархічного правління, перед самураями Сацуми виникли блискучі перспективи. Камімура, як і багато інших сацумців, вступив до Імператорської військово-морської академії в Токіо.
Японський імператорський флот лише починав формуватись і для юних випускників відкривалися безмежні можливості. До випуску Камімура вже був мічманом, і після обов'язкового стажування в ході навколосвітньої подорожі отримав звання молодшого лейтенанта, а до 1880/91 років вже очолював канонерські човни «Майа» та «Текай».

### Японо-китайська війна
На початок японо-китайської війни Камимура був у ранзі капітана і командував крейсером «Акіцусіма»
25 липня 1894 року відбулася перша морська битва японо-китайської війни між трьома крейсерами ескадри адмірала Цубої та двома крейсерами китайської ескадри, які супроводжували транспорт «Гаошен». Під час морської битви, «Акіцусіма» капітана Камімури змогла прикрити крейсер «Нанива» капітана Того від торпедної атаки крейсера «Гуаньї». Після того, як останній китайський крейсер був знищений, «Акіцусіма» та «Наніва» удвох розстріляли «Гаошен».
Вирішальною битвою першої японо-китайської війни стала Ялуцзанська битва 17 вересня 1894 року.
Адмірал Іто вирішив виділити найбільш швидкісні крейсера контрадмірала Цубої в окремий «летючий» загін, до якого увійшов і Камімура, який командував «Акіцусімою». Активні дії крейсерського загону дозволили Цубої використовувати перевагу у швидкості та маневрі. Нові крейсери уникали прямого бою з броненосцями, проте спроби зблизитися з броненосцями на коротку дистанцію призводили до вельми чутливих попадань з 305-мм гармат у неброньовані борти японських крейсерів. Потопивши 4 крейсери китайців, адмірал Іто наказав відступити.
Після закінчення першої японо-китайської війни кар'єра капітана Камімури пішла вгору. Він обіймав низку посад у міністерстві ВМФ, а також взяв участь у японській делегації, яка відвідала Велику Британію у 1899—1900 роках. У цей період Камімур був зроблений в контр-адмірали.

### Російсько-японська війна
До 1904 Камімура командував 2-ю ексадрою, що складається з крейсерів. Початок війни був невдалим для Камімури. Завданням 2-ї ескадри була протидія Владивостокському загону крейсерів контр-адмірала К. П. Єссена. Незважаючи на перевагу ескадри Камімури як у чисельності, так і в швидкохідності, він ніяк не міг перехопити російські кораблі.
Шанс відновити свою репутацію представився Камімурі 14 серпня 1904 року. У цей день 3 крейсери Владивостокського загону висунулися для з'єднання з 1-ою Тихоокеанською ескадрою, що проривалася з Порт-Артура. Камімура, в точній відповідності до розпорядження адмірала Того, розташував свої сили в Корейській протоці, виділивши окремий загін легких крейсерів під керівництвом контрадмірала Урю. Таким чином, Владивостоцькій ескадрі було заготовлено капкан, куди вона й попрямувала.
Бій розпочався о 5:23 ранку 14 серпня. Єссен, розуміючи, що допомоги з Порт-Артура не дочекається, вирішив прориватися назад до Владивостока. Камімура зумів повністю реалізував перевагу чисельності далекобійної артилерії і нав'язав вогневий контакт на великих дистанціях. Він вирішив зосередити вогонь на застарілому крейсері «Рюрик». Незабаром у бій вступили крейсера Урю. Концентрований шквал вогню повністю придушив артилерію «Рюрика». «Росія» та «Громобій» вирішили відступити у Владивосток, а «Рюрик» був затоплений екіпажем.

### Після війни
Після війни 1905 року Камімура став командувати Йокосукським військовим округом. В 1909 році 1-й Перший флот, а наступного року став повним адміралом. В 1911 році адмірал став членом Вищої військової ради, проте вже в 1914 році вийшов у відставку за станом здоров'я.

## Нагороди
- Орден Священного скарбу
  - 6-го класу (22 листопада 1889)[1]
  - 5-го класу (24 листопада 1894)[2]
  - 4-го класу (25 листопада 1897)[3]
  - 2-го класу (27 грудня 1901)[4]
  - 1-го класу (30 травня 1905)[5][6]
- Орден Вранішнього Сонця[7]
  - 5-го класу (27 вересня 1895)
  - 1-го класу (1 квітня 1906)
- Орден Золотого шуліки
  - 4-го класу(27 вересня 1895)[8]
  - 1-го класу (1 квітня 1906)[7]
- Медаль за участь в японсько-китайській війні (18 листопада 1895)[9]
- Медаль за участь в російсько-японській війні (1 квітня 1906)[7]
- Орден Корони Таїланду (1 лютого 1907)[10]
- Баронський титул (21 вересня 1907)[11]
- Пам'ятна медаль вступу на престол імператора Тайсьо (10 листопада 1915)[12]
- Орден Квітів павловнії (8 серпня 1930; посмертно)[13]